# Vatellus tarsatus
Vatellus tarsatus is een keversoort uit de familie waterroofkevers (Dytiscidae). De wetenschappelijke naam van de soort is voor het eerst geldig gepubliceerd in 1835 door Laporte.